# Altamira do Paraná
Pour les articles homonymes, voir Altamira (homonymie).
Altamira do Paraná est une municipalité brésilienne située dans l'État du Paraná.